# 緯來電視網
緯來電視網股份有限公司（英語：Videoland Television Network），通稱緯來電視網、緯來，是臺灣大型衛星電視頻道業者，最初為為和信集團旗下企業之一，成立於1996年。前身為緯來企業股份有限公司，成立於1982年，曾經因在1993年取得CNN臺灣地區獨家代理權而成名。2003年和信與中信分家，緯來目前的最大股東為中信集團下的國喬石化。

## 歷史

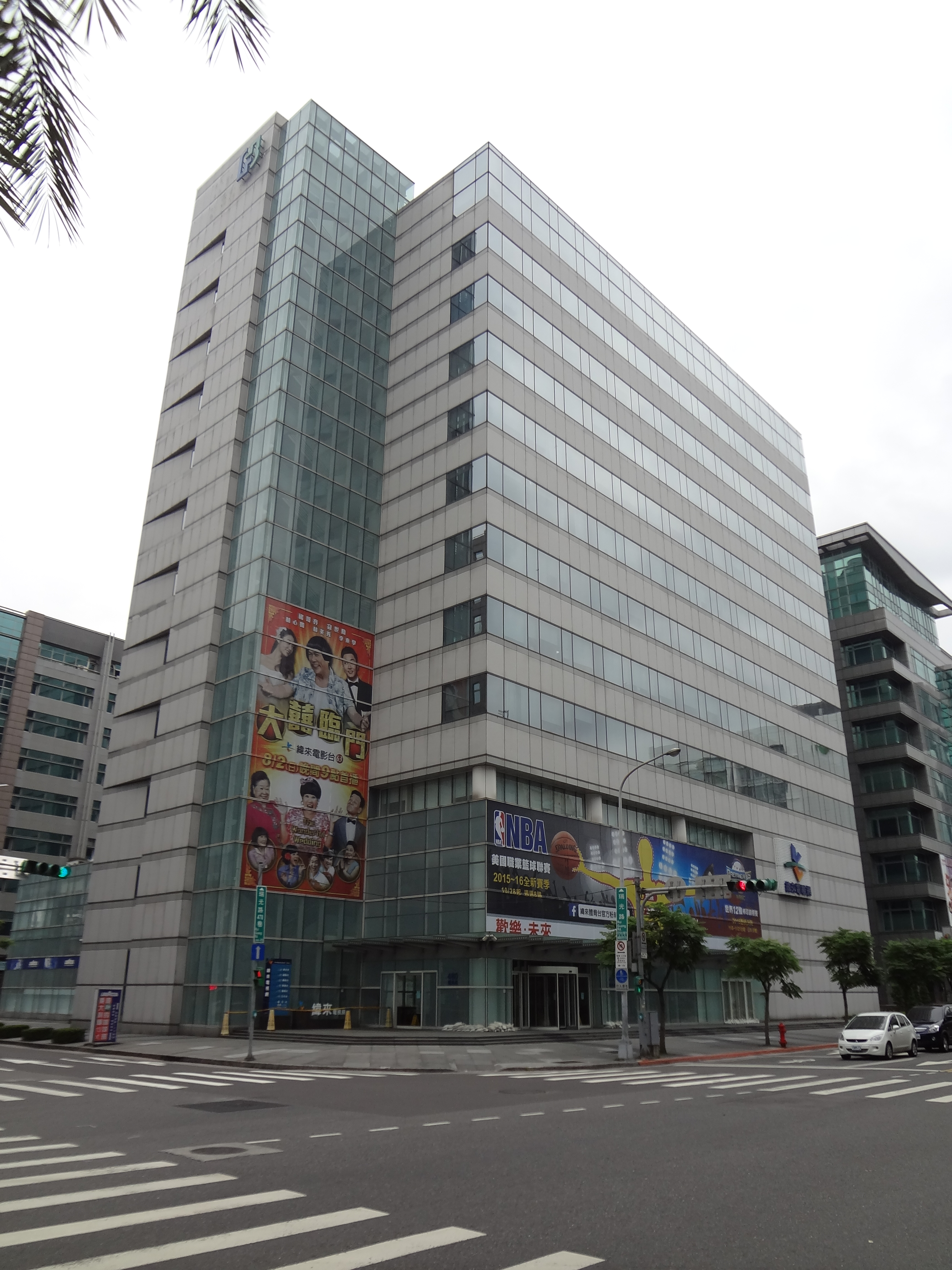
緯來電視網總部所在的富邦人壽瑞光大樓

- 1982年，台灣的國民所得與電視觀眾知識水準日漸提升，電視社教節目獲得發展的空間。於是，1982年2月2日，中華民國總統府國策顧問魏景蒙與聯太國際總經理陳亦創立緯來企業股份有限公司，魏景蒙擔任董事長，陳亦擔任董事，前台灣電視節目製作人顧英德擔任總經理。之後，顧英德死於肝癌，陳亦、魏景蒙也相繼去世。在陳亦生前好友葉明勳的引薦、安排之下，1987年12月，緯來企業公司正式成為和信企業團成員。
- 1989年，緯來企業公司加入製播公共電視節目，作品包括《七色橋》、《孫叔叔說故事》、《年輕就是...》、《童軍之旅》等。[1]
- 1990年，緯來企業公司與中國電視公司（中視）合作，洽得日本衛星電視業者One World Television（OWT）提供其專門播放亞洲各地電視節目的第七頻道，在同年10月31日起日本時間每天22：00～23：30播映中視製作的九十分鐘節目《收衛星看中視》，播出標榜「足以反應中華民國文化背景、介紹台灣風貌，以及報導社會經濟進步實況」的中視各類節目，節目訊號涵蓋日本、韓國、中國大陸及香港[2]，是台灣第一個主動合法播出的衛星電視節目。[3]
- 1992年，緯來企業公司與巨登育樂（八大電視前身）合資成立「飛梭衛星電視台」，經營「飛梭國片台」、「飛梭洋片台」、「飛梭綜藝台」、「拉斯維加頻道」等頻道。
- 1993年，緯來企業公司取得CNN台灣區獨家代理權。
- 1995年8月，緯來企業公司以3年新台幣十五多億元標得中華職棒8年至中華職棒10年的電視轉播權。[4]
- 1996年1月1日，緯來企業公司成立緯來電視網，創立緯來電影台、緯來日本台、緯來購物台[5]，緯來電視網標誌由蕭文平以「劃時代電視網」概念設計[6]，飛梭電影台納入緯來電視網並改名為「聯登電影台」。
- 1997年，緯來體育台開播。
- 1997年11月7日，和信集團公布1998年自營及代銷頻道名單，緯來企業公司並未與CNN、Turner Network Television、卡通頻道、音樂電視網續約。[7]
- 1998年1月，緯來企業公司成立「體育新聞組」；同年，緯來企業公司與中國星集團合資拍攝《絕地蒼狼》、《原野》、《開心出家人》、《球愛情緣》、《福將軍》、《新水滸傳》等多部連續劇。
- 1998年7月，緯來電影台更名為緯來電視 ON TV。
- 1999年1月，緯來企業公司取得AXN台灣區獨家代理權。
- 2000年1月，緯來企業公司取得傳訊電視大地電視台之發行業務及廣告代理業務。
- 2000年7月，緯來電視網官方網站開站。
- 2000年12月，緯來企業公司持有的「緯來投資股份有限公司」股權移轉給聯誠貿易、國喬石油化學與中國合成橡膠。
- 2001年1月，緯來企業公司取得Hallmark、ESPN、衛視體育台台灣區代理權與ISO 9001（2000年版）認證，聯登電影台改名為緯來電影台，緯來電視 ON TV改名為緯來綜合台。
- 2001年7月，傳訊電視消滅後獨立營運一段時間的「大地電視台」納入緯來電視網並改名為緯來戲劇台。
- 2002年1月，緯來企業公司取得霹靂衛星電視台代理權。
- 2002年1月16日，緯來企業公司、松崗科技、昱泉國際、第三波資訊、華義國際數位娛樂與摩比家合資成立「數位遊戲整合行銷股份有限公司」，資本額新台幣700萬元，定位為電子遊戲業者的整合行銷公司，為電子遊戲業者規劃電玩節目、媒體統購、活動設計及比賽等；第一個電玩節目為同月26日開播的緯來綜合台《全民快打》[8]。
- 2002年9月，緯來企業公司持有的「和信投資股份有限公司」股權移轉給國喬石油化學。
- 2002年11月，緯來企業公司持有的「仲冠投資股份有限公司」與「啟成投資股份有限公司」股權移轉給國喬石油化學。
- 2003年3月，緯來企業公司持有的「松韋建設股份有限公司」股權移轉給國喬石油化學。
- 2003年4月，緯來企業公司持有的聯太國際與聯廣股權移轉給國喬石油化學，聯廣股權移轉英屬維京群島商World Asian投資有限公司。
- 2003年6月，緯來企業公司股東常會通過變更公司名稱為「緯來電視網股份有限公司」。
- 2003年8月，財政部證券暨期貨管理委員會核准緯來電視網股票公開發行，緯來電視網成立經紀部門。
- 2003年12月，緯來企業公司持有的World Asian投資有限公司股權移轉給國喬石油化學，緯來企業公司持有的國喬石油化學股權移轉給中國人壽。
- 2004年1月，緯來洋片台開播，緯來電視網取得太陽衛星電視（現已經併入八大電視，更名為八大娛樂K台）代理權。
- 2004年6月，緯來電視網從中國廣播公司手中接下SBL球隊中廣戰神經營權，中廣戰神改名為緯來獵人。
- 2004年12月，緯來電視網成立「廣告事業處」，緯來電視網子公司「和緯廣告」併入緯來電視網。
- 2005年6月10日，緯來洋片台改名為緯來育樂台。
- 2005年10月，行政院新聞局核發《衛星廣播電視事業執照》給緯來兒童台。
- 2006年1月1日，緯來兒童台開播。
- 2007年4月，緯來兒童台與MOMO親子台展開策略聯盟，緯來兒童台各類節目陸續轉由MOMO親子台播映。2007年6月18日，緯來兒童台停播。
- 2007年9月，緯來獵人改由台灣大哥大接手經營，改名為台灣大雲豹。
- 2009年1月，緯來電視網不再代理霹靂台灣台，並改由霹靂國際多媒體自營。
- 2009年3月，緯來電視網子公司「和威傳播」併入緯來電視網。
- 2010年1月，緯來電視網不再代理Discovery Channel家族頻道，Discovery Channel家族頻道改由「新加坡商全球紀實有限公司台灣分公司」自營。
- 2014年1月，MP & Silva公司取得中華職棒轉播代理權，與緯來談判多次未果；決定放棄中職轉播。
- 2014年7月，博斯運動頻道表示可能放棄中職轉播，緯來表示如有需要願接手轉播。MP & Silva公司決定和中職解約後，緯來決定爭取轉播。
  - 2014年8月6日，緯來電視網和中信兄弟及義大犀牛隊簽約轉播二隊主場比賽；7日，緯來育樂台直播在新莊球場進行的中信兄弟對義大犀牛之戰，緯來重返中職轉播。
- 2014年9月19日到10月4日，緯來和中華電視公司合作轉播第十七屆亞洲運動會。
- 2014年11月1日，緯來HD頻道改名為緯來精采台。
- 2015年1月20日，緯來精采台在中華電信MOD上架播出。
- 2015年4月1日，緯來體育台開始以HD高畫質播出。
- 2016年12月1日，緯來日本台開始以HD高畫質播出。
- 2018年1月1日，緯來戲劇台開始以HD高畫質播出。
- 2019年3月4日，緯來綜合台、緯來育樂台開始以HD高畫質播出。
- 2019年3月25日，緯來電影台開始以HD高畫質播出，至此緯來電視網完成所有家族頻道全面HD播送。
- 2024年3月，緯來新聞網新成立全方位娛樂、生活時尚、財經及體育的新聞平台。
- 2025年5月，緯來財經網新成立，致力於提供專業財經知識的平台。

## 旗下電視頻道

### 現有頻道
- 緯來體育台HD
- 緯來育樂台HD
- 緯來綜合台HD
- 緯來戲劇台HD
- 緯來電影台HD
- 緯來日本台HD
- 緯來精采台HD

### 停播頻道
- 緯來兒童台（SD頻道）

## 外部連結
- 緯來電視網官方網站（繁體中文） （页面存档备份，存于）
- 緯來體育台官方網站（繁體中文）
- 緯來育樂台官方網站（繁體中文）
- 緯來綜合台官方網站（繁體中文）
- 緯來戲劇台官方網站（繁體中文）
- 緯來電影台官方網站（繁體中文）
- 緯來日本台官方網站（繁體中文）
- 緯來精采台官方網站（繁體中文）
- 緯來新聞網官方網站（繁體中文）